# ADTRAN
ADTRAN Inc. est un fournisseur de services de télécommunications, d'équipements de réseaux et pour l'interconnexion de systèmes.
Son siège se trouve à Huntsville, en Alabama (États-Unis).
La société est certifiée selon les normes ISO 9001 et TL9000.
ADTRAN faisait partie de l'indice NASDAQ-100 Index stock de 1996 à 1998.
C'est le no 85 sur la liste "top 100 de la croissance  des Entreprises en 2006" de BusinessWeek'.

## Historique de l'entreprise
ADTRAN a été fondé par Mark C. Smith, et Lonnie McMillian, et a commencé ses activités en 1986[réf. nécessaire]. Le dessaisissement d'AT&T des Regional Bell Operating Entreprises (RBOCs), avec des restrictions qui lui interdisent effectivement la fabrication de matériel, a créé une opportunité pour des entreprises telles que ADTRAN pour la fourniture d'équipements de réseaux, à la fois pour les sept RBOCs et pour les nouvelles compagnies indépendantes de téléphonie aux États-Unis.
ADTRAN a adapté sa technologie de téléphonie pour une utilisation à l'échelle de l'entreprise des réseaux locaux. ADTRAN est devenu un fournisseur de la boucle locale, pour l'accès et le déploiement des produits pour la fibre optique, DS3, T1/E1, les réseaux sans fil, les lignes d'abonné numériques (HDSL, HDSL2, HDSL4, SDSL, SHDSL), Relais de Trame, Mode de Transfert Asynchrone (ATM), Réseau numérique à intégration de services (RNIS), et les Données Numériques de Service (DDS). ADTRAN fournit des accès multi-services et des plates-formes intégrées de dispositifs d'accès (IADs) pour la convergence des réseaux de voix et de données.
Selon Computer Business Review, ADTRAN enrichit son portefeuille de produits carrier Ethernet[Quand ?]   avec l'ajout de trois nouveaux routeurs multi-service modulaires supportant un débit soutenu de 250 Mbit/s[réf. nécessaire].
En décembre 2011, ADTRAN annonce vouloir acheter la division large bande de Nokia Siemens Networks,. En 2012, ADTRAN clôture l'acquisition de cette division haut débit de Nokia Siemens Networks.

## Actionnaires
Liste des principaux actionnaires au 14 novembre 2019:
| The Vanguard Group                                 | 10,5% |
| Dimensional Fund Advisors                          | 7,63% |
| APG Asset Management NV                            | 6,63% |
| Victory Capital Management (Investment Management) | 6,35% |
| Kornitzer Capital Management                       | 5,86% |
| Renaissance Technologies                           | 4,74% |
| Van Berkom & Associates                            | 4,24% |
| Fuller & Thaler Asset Management                   | 4,14% |
| Massachusetts Financial Services                   | 3,53% |
| Alson Capital Partners                             | 3,44% |

## Emplacements
Le siège social de ADTRAN est situé à Huntsville, en Alabama, dans le deuxième plus grand parc de recherche américain. Le siège régional européen est à Munich, en Allemagne. 
Les centres de recherche et développement sont :
- États-Unis
  - Phoenix
  - Burlington

- Canada
  - Ottawa

- Inde
  - Hyderabad

- Allemagne
  - Berlin
  - Greifswald
  - Munich

Les bureaux de vente et de soutien sont situés à travers les États-Unis et partout dans le monde.

## Les concurrents
Les concurrents de ADTRAN les Réseaux des opérateurs de la Division comprennent Alcatel-Lucent (actuellement Nokia), Cisco Systems, Fujitsu, Huawei, et Tellabs. Il y a également un certain nombre de plus petites, entreprises spécialisées et avec qui entrent en concurrence avec ADTRAN, comme Actelis, Calix, Zhone, et d'autres entreprises privées.
Les concurrents de ADTRAN Réseaux d'Entreprise de la Division comprennent Cisco Systems, Avaya, Nokia, Hewlett-Packard, Enterasys Networks, Extreme Networks, Aruba Networks, Aerohive, Meraki, et d'autres petites entreprises. Certaines de ces entreprises sont en concurrence dans un seul segment de produits, tandis que les autres en compétition à travers plusieurs lignes de produits.